# Меррілл Мозес
Меррілл Мозес  (англ. Merrill Moses, 13 серпня 1977) — американський ватерполіст, олімпійський медаліст.

## Виступи на Олімпіадах
| Олімпіада   | Дисципліна | Місце |
| ----------- | ---------- | ----- |
| Пекін 2008  | водне поло | 2     |
| Лондон 2012 | водне поло | 8     |
| Ріо 2016    | водне поло | 10    |